# 芸大事件

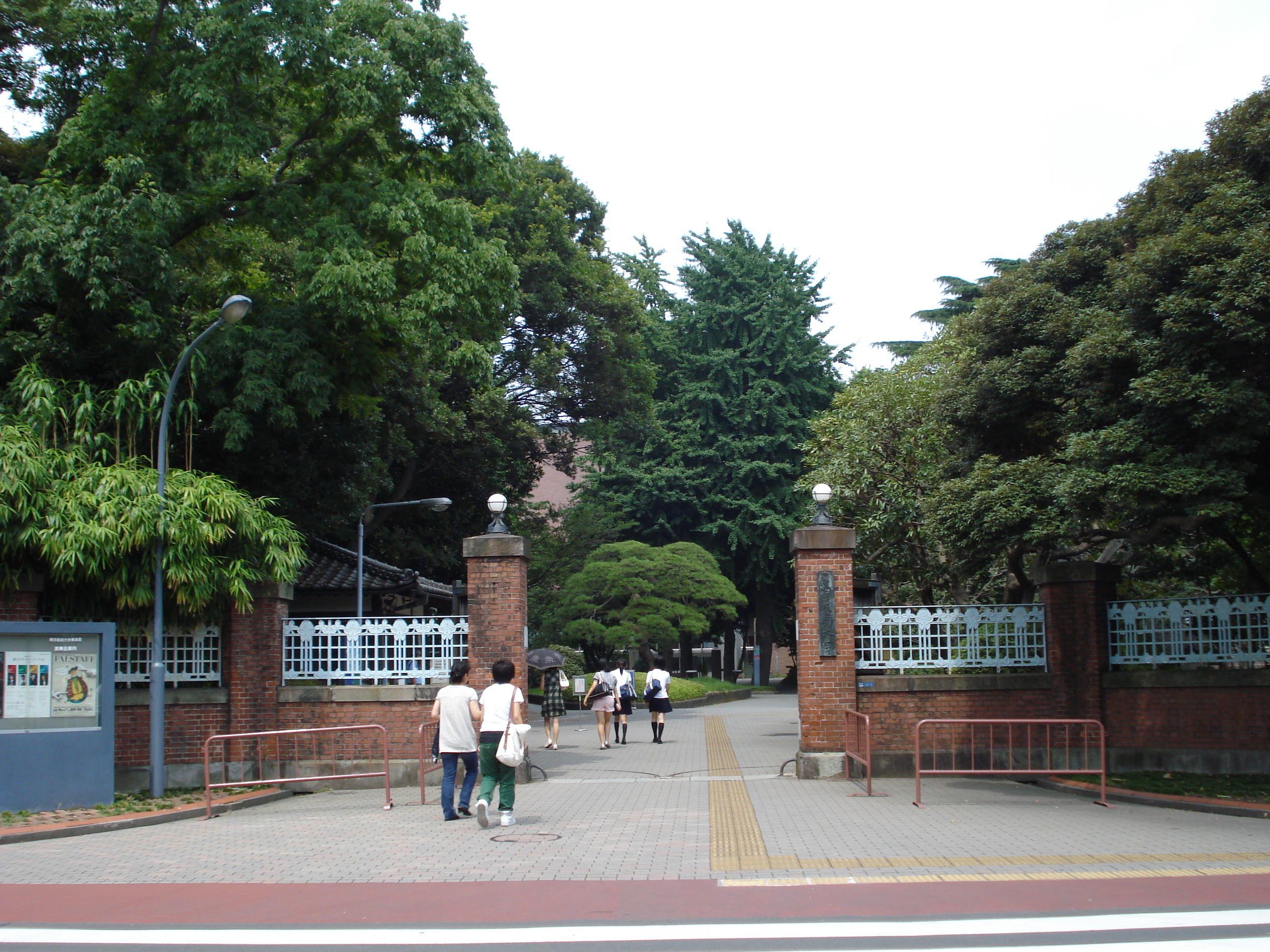
事件の舞台となった東京藝術大学音楽学部（上野キャンパス）

芸大事件（げいだいじけん）は、1970年代後半に、当時東京藝術大学音楽学部教授の海野義雄がヴァイオリンの購入を同大学と学生に斡旋し、その見返りとして、楽器輸入販売業者・神田侑晃から80万円相当の弓と現金100万円を受け取っていた事件。1981年に発覚し、国会でも議題にあがるなど楽壇にとどまらないスキャンダルとなった。事件当時、オーケストラの楽員が楽器を持って電車に乗ると「お前も海野の一味か」と酔漢にからまれる事件も起きたといわれる。
芸大バイオリン事件、ニセバイオリン事件、ガダニーニ事件、海野教授事件等とも呼ばれる。

## 事件の経過
1981年12月1日、楽器輸入販売業「カンダ・アンド・カンパニー」(現ミュージックプラザ)の社長・神田侑晃が有印私文書偽造および同行使の容疑で東京地方検察庁特別捜査部に逮捕された。神田は、世界有数の楽器鑑定者レンバート・ウーリッツァー社（Rembert Wurlitzer Co.、米国）の鑑定用紙を偽造し、イタリアから輸入した楽器を塗装し直した上、自らが作った贋の鑑定書を付してニコロ・アマティの作品と偽り、総額1億1000万円の利益を得ていた。
やがて、神田侑晃に対する取り調べの過程で海野義雄に対する贈賄が明らかになった。その一つは、海野が神田保有のガダニーニ製作のヴァイオリン1丁（価格1600万円相当）を教育研究用弦楽器として同大学に購入させ、その見返りとして、神田からビネロン製作のヴァイオリン用弓1丁（価格80万円相当）を受け取った件。もう一つは、神田保有のプレッセンダ製作のヴァイオリン1丁（価格880万円相当）を自らの指導する学生に購入させ、その謝礼として神田から現金100万円を受け取った件であった。海野は国内外のオーケストラと共演し、史上最年少で東京藝術大学教授に就任、数多くの国際コンクールで審査員を務める等高名なヴァイオリニストとして知られる人物であった。
海野は新聞社のインタビューで「私の出演料は1回50万円もする。民音のコンサートだって45万円も出す一流の演奏家だ。3日間出演すれば150万円にもなる。芸大教授としての年収500～600万円を含めれば年収は約2000万円。私が楽器業者からワイロをもらう必要はない。こんなことを言われるのだったら、芸大教授をやめて、演奏活動一筋に生きたい」と答えたが、1981年12月8日、東京地検特捜部は海野を受託収賄ならびに有印私文書偽造の容疑で逮捕、同年12月28日、受託収賄罪で東京地裁に起訴した。特捜部は1976年初めから約3年のあいだに神田から海野に2000万円近い金品が贈られていることをつかんだ。法廷では、
1. ガダニーニ購入のリベートとして神田侑晃から弓を受け取った件
2. 芸大生に神田侑晃の店の楽器を斡旋し、現金100万円を受け取った件

の2点が問題となった。
この問題は当時の日本社会党参議院議員であった粕谷照美が国会でも追及し、当時東京芸術大学の学長であった山本正男が参考人として招致されるなど、著名な演奏家・教育者が関わった前代未聞の事件として波紋を呼んだ。海野の逮捕後に芸大は綱紀粛正を図り、教員が学外でする個人レッスンを当面禁止すると申し合わせたため、吉田秀和からは「レッスンをやめてどうするのか。それは日本音楽教育に何十年の後退、損失を意味する恐れがある」「芸大に入らず学外にいるものにも才能の豊かな、あなた方の授業を必要とする人間が少なくない。それを全部やめるのですか?」と批判された。
1985年4月8日、海野は東京地方裁判所刑事第10部で懲役1年6月、執行猶予3年の有罪判決を言い渡された。これに対して海野は、東京高等裁判所に控訴したものの、「裁判をこれ以上続けることは、精神的にも時間的にも演奏と両立しない」との理由により1985年10月29日に控訴を取り下げ、有罪判決が確定した。この後、海野は家族と共にフランスに移住して音楽活動を続けた。
また、楽器商・神田侑晃については1審で実刑判決がくだされたが、控訴審で執行猶予となった。

## メディア、著名人の反応
『レコード芸術』1982年2月号の巻頭言では村田武雄が海野を擁護。『週刊文春』1982年2月18日号と2月25日号では野田暉行と小林仁が海野を擁護。
『音楽芸術』1982年4月号では、團伊玖磨がこの事件を機に東京芸大を廃校にせよ、関係者は総辞職せよと主張。『朝日新聞』は1981年12月30日の社説で海野を政界から司法界にまで及ぶ金権体質や腐敗の象徴として批判するとともに、1982年2月8日、2月10日、2月12日の各夕刊に「『芸大事件』の中で考える」と題する記事を連載し、記事の中で伊達純や角倉一朗、別宮貞雄がマスコミを非難した。『毎日新聞』1982年5月14日号では、編集委員の原田三朗が「学外個人レッスン」の解禁を非難。『読売新聞』1982年2月18日夕刊では、丹羽正明が海野を「音楽に寄せていた人々の信頼を裏切った」と非難するなど、この事件はマスコミに幅広い波紋と反響を呼んだ。

## 背景
この事件の背景には弦楽器業界の慣例であるヴァイオリン転がしがある。ヴァイオリン転がしとは、教師が弟子の楽器選びに助言を与え、楽器商から謝礼を受け取ることである。これについては、海野の師でベルリン・フィルハーモニー管弦楽団コンサートマスターのミシェル・シュヴァルベも「楽器の10～15%の手数料は誰でも受け取っている」と東京地裁で証言した。しかし、本事件の場合は舞台が国立大学だったことから法的問題に発展したものである。この点につき、「楽器選定会議で海野が、ソリストの立場から言わせていただくと……、と発言すると、だれも反論できない。それをおもしろくないと思う教授がいた。海野に火種がなかったとはいわないが、事件は芸大内部の権力争い。彼を陥れようとしたのだと思う」と謀略論を説く者もいる。
問題となったガダニーニは各地を転々としつつ作風を変えながら楽器の作成を続けた人物で、彼の作った楽器は鑑定の難しいことで有名であり、有名な楽器鑑定人が本物だと判断を下した楽器でも、その後の研究で偽物だと分かるケースもある。 現にこの事件の楽器についても、事件後に大学側が設けた調査委員会の調べにより楽器自体は本物であり、2通の鑑定書のうち1通がカンダ・アンド・カンパニー社長により偽造されたとの結論が下されている。ただし、「芸大側は『鑑定書はニセ物でもバイオリンは本物』としていたが、ガダニーニの弟子が作ったコピーで80万円程度の品とわかると、『コピーとは知っていたが出来が良いから購入した』と改めて発表した」とする資料もある。
さらに、この事件で問題になった2丁のヴァイオリンの他、芸大では1977年から1978年にかけてパノルモ作コントラバス（900万円）、ガリアーノ作ヴィオラ（1260万円）、トマソ・カルカシー作ヴァイオリン（310万円）を購入していたが、いずれも贋の鑑定書がついていたともされている。
東京芸大は問題のガダニーニを購入するに当たり、海外の一流鑑定書2枚を神田侑晃に要求していた。レンバート・ウーリッツァー社はこのガダニーニを既に見て本物と認めていたが、ウーリッツァーの鑑定書の到着を待っていると鑑定書の提出期日に間に合わない。そこで、ウーリッツァーと同等の鑑定眼を持つ神田がウーリッツァーの便箋に自ら署名して提出し、本物が届いた後で差し替える予定でいたところ、神田の意図に反して内部告発を受け、詐欺罪での逮捕に至ったとも報じられている。

## 取調べについて
海野義雄に対する東京地検特捜部の取調べは、海野が拘置された東京拘置所内の取調室で連日行われ、取調べ時間は1981年12月8日から12月23日まで1日平均8時間50分に及んだ。取調べが23時まで続いたこともあった。この時の検察官の行動について、海野の弁護人の一人だった石井吉一は、以下のように伝えている。
1. 取調室内で、海野を再三にわたって大声で怒鳴りつけ、人格を侮辱する。
2. 取調べで海野が収賄を否定すると、突然書類を机上に叩きつけ、定規で机上を叩く。（指に怪我をするのではないかと恐れて海野は手を引っ込めた。）
3. ボールペンを海野の眼前まで近づけ振り回す。逃れようとする海野の後頭部を手で押さえ、ボールペンを瞳近くまで突きつける。
4. 海野が腰掛けていたスチールパイプ製の椅子を突然足でけりつける（このため、海野が椅子から床に落ちて尻餅をつかされたこともあった）。
5. 海野を取調室の壁に向かわせて顔が壁に着くほど接近させ、直立させ、そのまま立っているように命じる。

海野は以上の拷問行為を受けたと公判で供述したが、当の検察官はこれを全面的に否定し、「取調室で海野に体操してもいいと言ったが一度も体操しなかった」「取調べの時、自分が茶をこぼしたことがあったため、それを拭くまでのあいだ海野に立ってもらったことがあった」と主張した。これに対し、東京地裁は、そのような行為が「あったのではないかとの疑いが残るといわざるを得ない」と認めつつ「本件の事案の性質や複雑さなどに照らし、ある範囲で必要やむを得なかったものと認められ」「合理的に許容できる範囲を著しく越えたものと認めることはできない」と述べた。

## 裁判について
裁判の争点の一つは、学生にヴァイオリンを斡旋することが教授の職務に含まれるかどうかということだった。職務なら、国立大学教授の行為として受託収賄罪が成立する。私的行為なら、謝礼を受け取ることは犯罪とならない。この点について、判決言い渡しの直前に至り、検察官が裁判所の勧告に従って訴因を一部変更したため、その当否が問題となった。その訴因変更の内容は、海野の職務内容を旧訴因よりも拡大したものとなっていた。このため、伊達秋雄（法政大学名誉教授）から「すでに自ら撤回した旧訴因を維持する旧論告が、これと矛盾するやにみえる新訴因を支持する論告として意味をもちうるであろうか。そのような経緯では、弁護人としては、新訴因の争点が何処にあるのか、その判断に迷わざるをえない。弁護人としては訴因変更の勧告をした裁判所に釈明を求めるわけにはいかないから、争点不明のまま弁護を行わざるをえない」との批判を受けた。
判決は「芸大教授が学生からバイオリンの買替えの相談を受けた場合に、教授の行うバイオリンの選定についての助言指導は、バイオリンの演奏技術の指導と密接不可分の関係に立」ち、そのため「広い意味では演奏技術の指導にあたる教授の教授内容に含まれる」とする内容だったが、この点について伊達は「どのようなバイオリンを使うかという問題は、演奏技術の指導向上、つまりバイオリン教育そのものにとって、それほど重要な意義をもつものとはいえない」と批判した。
また、問題のビネロンの弓が海野に供与された時期についても、検察官は「1979年1月26日頃、芸大弦楽部会で新規購入のバイオリンとしてガダニーニを選定することが最終決定された後、同月下旬頃に弓の供与がなされた」と冒頭陳述で主張し、その内容に沿った供述調書を証拠として提出していたが、裁判の過程で、1979年1月下旬にまず弓の供与が行われてから1979年2月1日にガダニーニ購入が最終決定されたことが認定された。この点について伊達は「本件における贈収賄の趣旨に関する最も重要な証拠（供述調書のこと─引用者註）は、その証拠価値を失った」と批判したが、裁判所は「弓の供与とバイオリン購入の最終決定の時期的な前後が検察官の主張のとおり認定できないことをもって結論にはなんら影響を及ぼさない」と判示している。

## 被告人のその後
1985年（昭和60年）の有罪判決確定後に家族と共にフランスに移住した海野は、1989年（平成元年）に帰国し、日本での演奏活動を再開した。また教育者としても東京音楽大学の学長を2011年（平成23年）3月まで務めた。